# Tunkl család

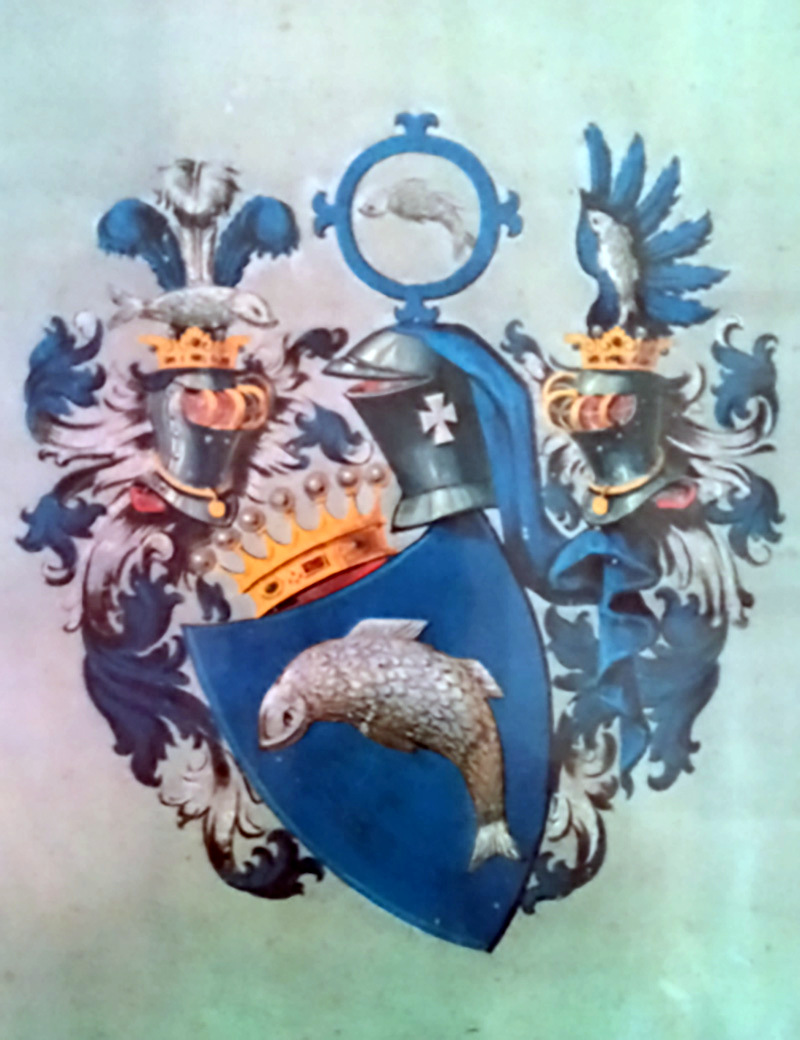
Tunkl (Tunkel) család címere

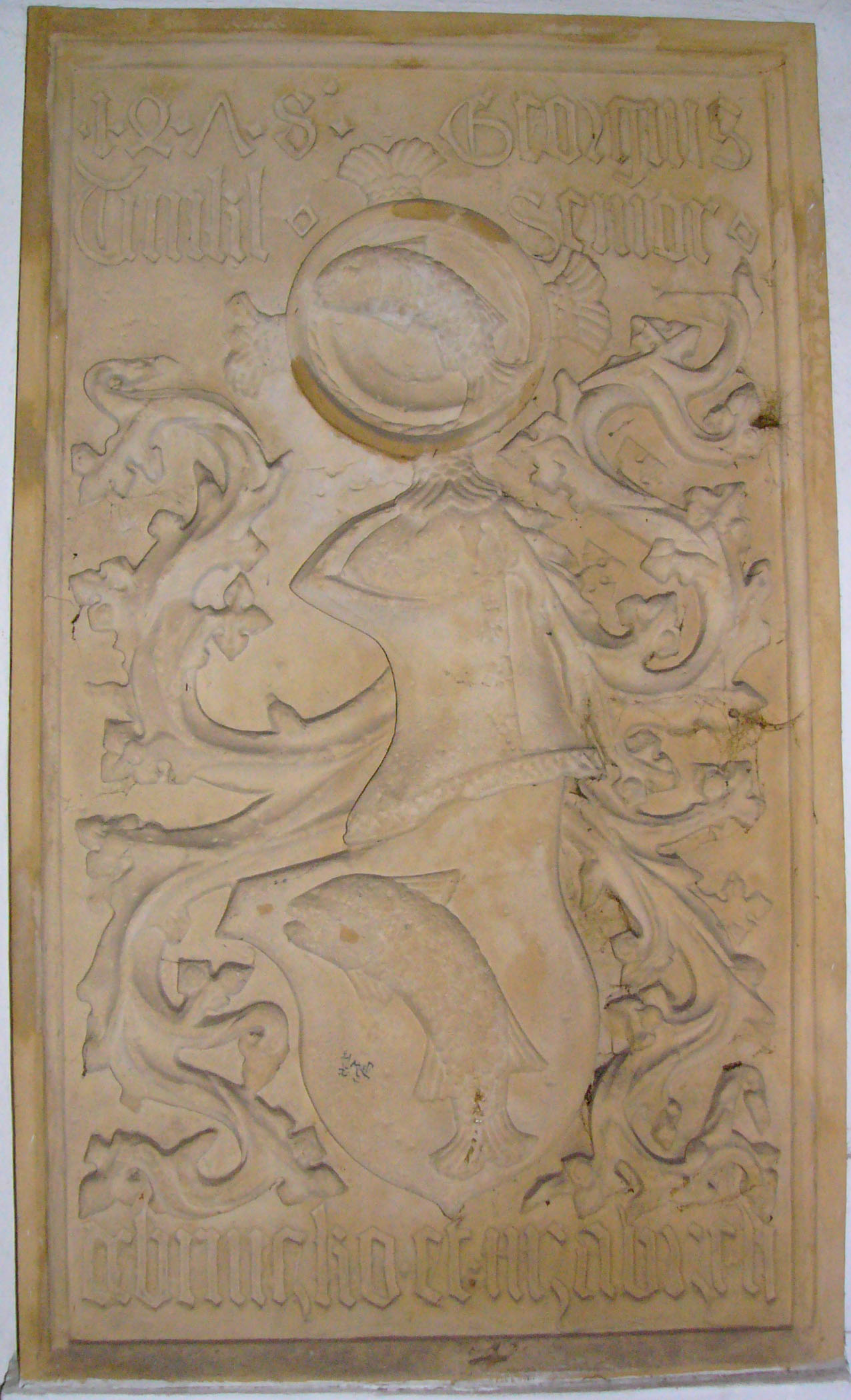
Tunkl (Tunkel) család címere; a címer az 1478-ban elhunyt Tunkl Györgynek, és a zábřehi vár urának a sírkővén látható. Tunkel György Hunyadi Mátyás alvezére, valamint a fekete sereg kapitánya is volt.

Az aschbrunni és hohenstadti báró Tunkl (Tunkel) család Magyarországon, Csehországban, Ausztriában honos, sziléziai–morva eredetű főnemesi család.

## A család története

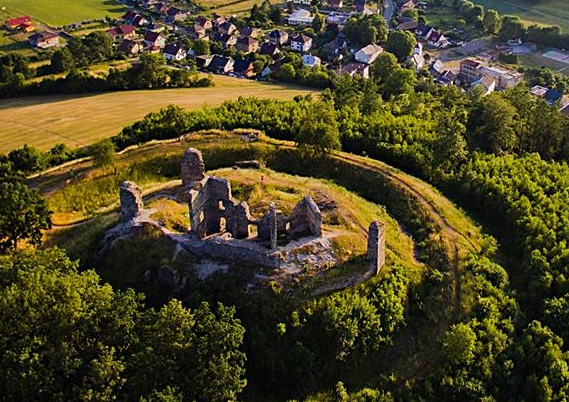
Brnicko vára

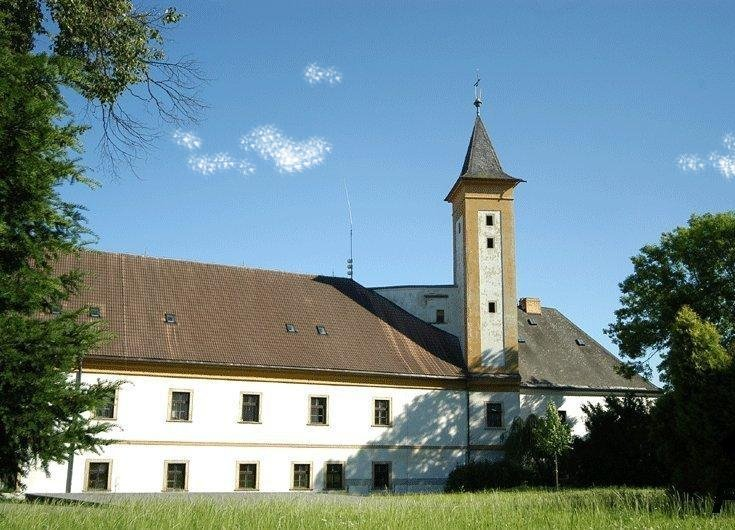
Zabreh vára

### A család eredete
A Tunkl (Tunkel) családot először a 14. század végén említik mint a sziléziai Liegnitz Hercegségben élő birtokos családot. A 15. század első felében a család tagjai jelentős területeket szereztek Észak-Morvaországban. A birtokukba került települések közül Brünnles (Brníčko) és Hohenstadt (Zábřeh) után kapták előneveiket.
A család régi osztrák lovagi nemességét (Panierher-renstand) III. Frigyes császár 1465. május 3-i wienerneustadti kelettel erősítette meg János és György fivérek részére, a birodalmi bárói rang és a vörös viasszal való pecsételés jogának (Rotwachsfreiheit) egyidejű adományozásával. Utóbb Sebestyén és Pál fivérek 1490. január 21-i linzi kelettel ugyancsak III. Frigyestől új címeradományt nyertek. Végül Tunkl von Aschbrunn Ferenc Ernőt VI. Károly császár 1720. október 11-i bécsi kelettel megerősítette régi báróságában (amit az 1465. évi vörösviasz-pecsételés jogától számítottak) és a Tunkl Freiherr von Aschbrunn névforma használatára jogosította. Tőle indul a modern leszármazás.
A 17. század végén a család leszármazása két vonalon folytatódott
- I. vonal: Ferdinánd (1691–1752);[2]
- II. vonal: Maximilián (1702–1746).

A 18. század végén Ferdinánd vonala dédunokái révén további három ágon folytatódott:
1. ág: Prokop (1796–1868);
2. ág: József Miksa (1799–1877);
3. ág: Vince (1801–1869).

### A 19. és 20. század
A 19. és 20. században mindhárom utóbb hivatkozott ág leszármazottai közül éltek Magyarországon. A két világháború és a szocialista diktatúra évtizedeinek megpróbáltatásai után azonban csak a Prokop ágból, báró Tunkel Ferenc József Adolf (Bécs, 1878. szeptember 29. – Budapest, 1966. november 12.) leszármazottai maradtak Magyarországon, akik a rendszerváltást követően visszatértek a család egykori birtokára a Nógrád megyei Legénd községbe. Tunkel Ferenc (1850–1879) báró, vasúti mérnök, feleségül vette Obermayer Józsa Mária (1857–1907) kisasszonyt, akitől született fia báró Tunkel Ferenc (1878–1966).
Báró Tunkel Ferenc (1878–1966) 1920-ban mint kapitány szerelt az első világháborúból; a Signum Laudis és hadi emlékérem tulajdonosa. A leszerelés után Legénden kezdett gazdálkodni ott vásárolt birtokán. Tunkel Ferenc báró 1905. február 7-én Budapesten, feleségül vette Breitkopf Mária Ágnes (1874–1954) úrhölgyet, akinek a szülei Breitkoff Sándor, torontálmegyei magyar földbirtokos és Hoffer Mária voltak. Tunkel Ferenc báró és Breitkopf Mária frigyéből született báró Tunkel Tamás Ferenc (1899–1995) dr. jur., cs. és kir. huszárfőhadnagy, földbirtokos, Csongrád vármegye főispáni titkára, az Akadémiai Kiadó osztályvezető-helyettese. Tunkel Tamás báró feleségül vette Erdélyi Erzsébet (1898–1946) úrhölgyet. Tunkel Tamás báró és Erdélyi Erzsébet frigyéből született báró Tunkel Tamás Ferenc (1923-2011) magyar kir. honvéd repülőhadnagy, okl. mezőgazdasági gépészmérnök, szakfordító.
A Vince-ág és a Prokop-ág magyarországi tagjai vezetéknevüket gyakran Tunkel formában írták, ahogy arra a régebbi nemzedékeknél is volt példa. A Prokop-ágból az 1850-ben született vasútmérnök Tunkel Ferenc nevét már hivatalos dokumentumaiban is így szerepeltette, míg a hétköznapi életben a Tunkl névváltozatnál maradt. Ezt a gyakorlatot követték hosszú ideig leszármazottai is. A magyar hatóságok azonban idővel egyre következetesebben, aztán az 1960-as évektől végérvényesen a hivatalos okmányokban szereplő Tunkel névváltozatot rögzítették és annak használatát írták elő.

### A 21. század
Tunkel Tamás Ferenc okl. mezőgazdasági gépészmérnök, szakfordító fia, Tunkel Tamás Ferenc (1971) - Okl. agrármérnök, gazdálkodó, Legénd község polgármestere. A rendszerváltás után a Tunkel család visszaszerezte a szocializmus időszakában elvett Legént körüli birtokait.

## Nevezetes családtagok
- Miklós lovag (†1398), aki a sziléziai eredetű családból elsőként telepedett le Morvaországban, és 1380-ban hűbérbirtokként megkapta Hranice városát (magyar neve Morvafehértemplom).
- János lovag, aki megszerezte a család predikátumait adó településeket (1434-ben Brünnles - Brníčko, majd 1447-ben Hohenstadt - Zábřeh várát). János részt vett III. Frigyes német-római császár koronázásán Rómában.
- János fiai, ifjabb János és György 1462-ben Bécsben megvédték III. Frigyes császárt az életére törő lázadóktól. Birodalmi bárói rangot (a vörös viasszal való pecsételés jogának egyidejű adományozásával) ifjabb János és György 1465-ben kapott.
- György 1474-ben Hunyadi Mátyás alvezére, a fekete sereg kapitánya volt a sziléziai háborúban.[9][10] Helytállása elismeréseként Hunyadi Mátyás megerősítette bárói rangjában. Ifjabb János 1476-ban bekövetkezett halála után, György átvette testvére birtokainak kezelését. György ismert és híres volt tóépítéseiről és jelentős halgazdálkodási tevékenységéről. Nem véletlen, hogy a halszimbólum megjelent a család címerében. A György által építtetett tíz tó közül a Zábřeh közelében található Oborníki-tó a mai napig fennmaradt, a többit a 19. században lecsapolták. György a több mint 50 településből és uradalomból álló birtokán jelentős építkezéseket is folytatott. Birtokközpontját, Zábřeh városát jelentősen fejlesztette, várkastélyát késő gótikus stílusban építette át.
- Henrik 1509-ben morvaországi birtokait eladta, és családjával Csehországba költözött, ahol prágai várgróf lett. 1511–1519 között Alsó-Luzácia kormányzójaként királyi tisztségeket töltött be.
- János György (†1624) a Morva Őrgrófság tartományi főkamarása volt.

## Magyarországon ismertebb családtagok

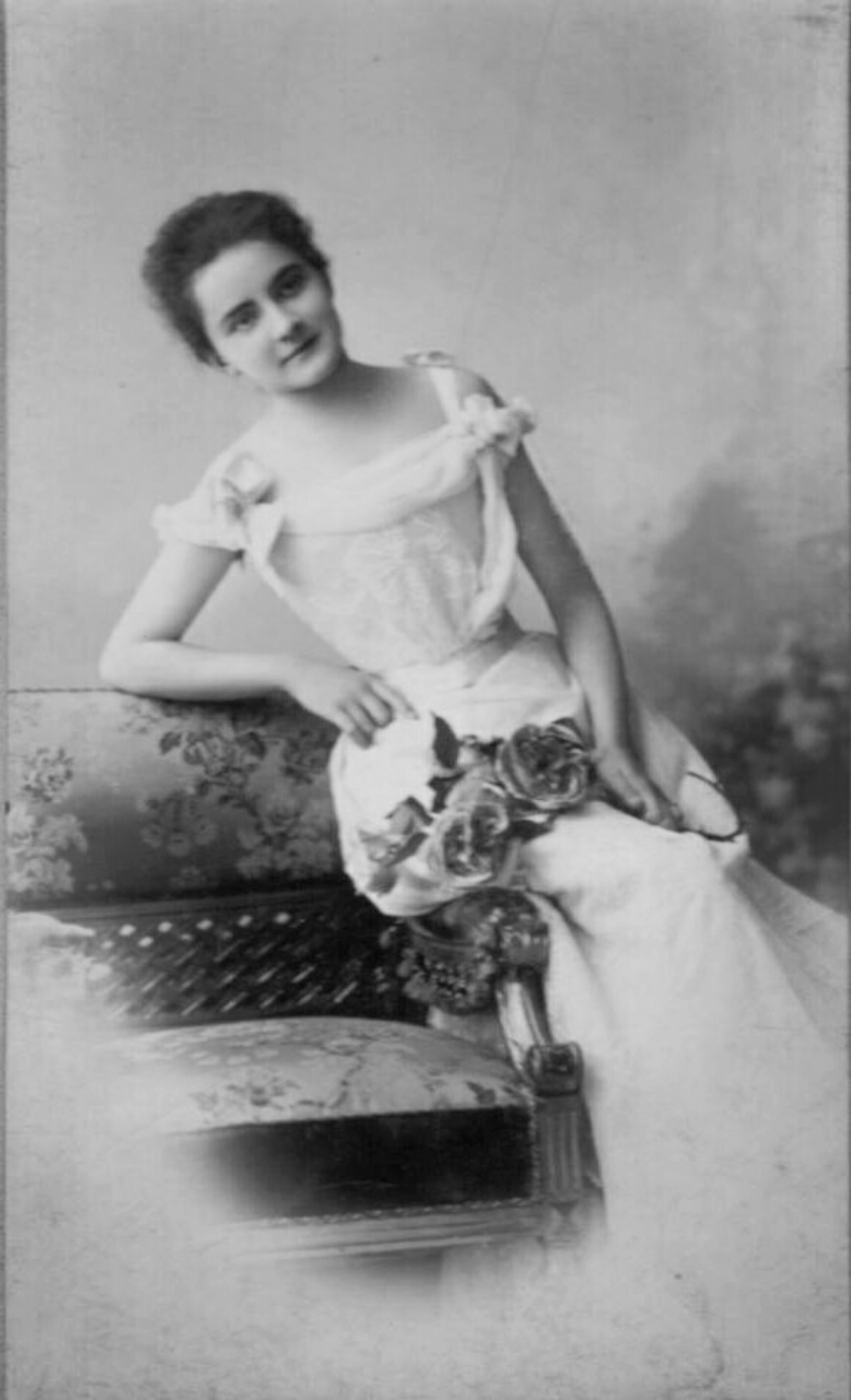
Báró Tunkl Jánosné María Josepha Sophia de Yturbide hercegnő

- János Nepomuk (Kőszeg, 1872. VII. 12. – Onuth, Bukovina, 1915. V. 10.) cs. és kir. ulánus százados, a tiszti érdemkereszt posztumusz tulajdonosa, házastársa María Josepha Sophia de Yturbide hercegnő (Mikosd, Vas vármegye, 1872. II. 29. – Dévabánya, 1949. XI. ?) a mexikói császári ház feje 1925–1949 között.
- Mária Gizella Tunkl-Yturbide (Beszterce, 1912. X. 2. – 1981), akinek fia gróf Maximilian von Götzen-Yturbide(wd) 1949 óta a mexikói császári ház feje.[11]
- Ferenc József Adolf (Bécs, 1878. IX. 29. – Budapest, 1966. XI. 12.) dr. jur., cs. és kir. huszárkapitány, földbirtokos, entomológus, természettudományi szakíró
- Tamás Ferenc (Budapest, 1899. IX. 27. – Budapest, 1995. VIII. 8.) dr. jur., cs. és kir. huszárfőhadnagy, földbirtokos, Csongrád vármegye főispáni titkára, az Akadémiai Kiadó osztályvezető-helyettese[12]
- Tamás Ferenc (Budapest, 1923. IX. 24. – Legénd, Nógrád megye, 2011. VI. 12.) magyar kir. honvéd repülőhadnagy, okl. mezőgazdasági gépészmérnök, szakfordító
- Erika Mária Anna (Budapest, 1930. IV. 24. – Budapest, 2009. XII. 10.) dr. med. ideg- és elmegyógyász, az egykori Országos Pszichiátriai és Neurológiai Intézet főorvosa
- Adolf Vencel (Prága, 1822 – Budapest, 1883. V. 11.) cs. és kir. lovasszázados
- Vilmos Ottó (Prága, 1850. XII. 16. – Budapest, 1899. XII. 15.) a Magyar Kir. Belügyminisztérium tisztviselője
- Hugó (? 1861. – Budapest 1909. VII.14.) magyar királyi adótárnok
- Fülöp Jenő (1862. III. 26. – ?) cs. és kir. huszárezredes, a Magyar Kir. Pénzügyminisztérium tisztviselője